# Oléorésine de vanille
 (novembre 2024).
Oléorésine de vanille est un terme commercial qui ne désigne pas une oléorésine (exsudat végétal contenant de la résine). L'oléorésine de vanille, utilisée dans l'industrie cosmétique et aromatique, est obtenue par extraction hydroalcoolique (distillation) suivie d'une filtration puis d'une évaporation de la partie alcoolique pour obtenir un concentré plus ou moins marqué d'arôme de vanille. Son avantage est alors sa solubilité en milieu aqueux[réf. nécessaire].